# Ждановичі (станція)
Ждано́вичи (біл. Ждано́вічы) — проміжна залізнична станція Мінського відділення Білоруської залізниці Білоруської залізниці на лінії Мінськ — Молодечно між зупинним пунктом Масюковщина та станцією Ратомка. Розташована у Мінському районі Мінської області між Заславським шосе та вулицею Лінійною. Біля станції пролягає Р28 Мінськ — Молодечно, яким курсують приміські автобуси до Мінська.

## Історія
Станція відкрита 1909 року. 1963 року електрифікована змінним струмом (~25 кВ) в складі дільниці Мінськ — Олехновичі.
2011 року проведена капітальна реконструкція станції та побудована сучасна будівля вокзалу з критими пасажирськими платформами.

## Пасажирське сполучення
На станції Ждановичі зупиняються електропоїзди першої лінії міської електрички Мінськ — Білорусь та електропоїзди регіональних ліній економкласу до станцій Гудогай, Мінськ-Пасажирський, Молодечно. 
Час у дорозі від станції Мінськ-Пасажирський з усіма зупинками складає приблизно 21 хвилину електропоїздами міських ліній та 15-16 хвилин електропоїздами регіональних ліній економкласу.